# Çamlıhemşin
Çamlıhemşin (lasisch ვიჯა Vica oder ვიჯე Vice, georgisch ვიჯა Vija) ist eine türkische Stadt und ein Landkreis in der Provinz Rize. Die Stadt liegt ca. 40 km östlich der Provinzhauptstadt Rize.
Das Gebiet von Çamlıhemşin führte ursprünglich den Namen Vicealtı. 1953 wurde es als Bucak Çamlica im neuen Landkreis Ardeşen gebildet. Am 1. April 1960 wurde dieser Bucak als Landkreis (İlçe) unter seinem heutigen Namen Çamlıhemşin selbständig. Zu diesem Zeitpunkt bestand die heutige Zentralortschaft aus einem einzigen Gebäude.
Der Landkreis Çamlıhemşin grenzt im Nordwesten an den Kreis Pazar, im Nordosten an den Kreis Ardeşen, im Osten an die Provinz Artvin, im Südosten an die Provinz Erzurum, im Südwesten an den Kreis İkizdere sowie im Westen an die Kreise Çayeli und Hemşin. Der Kreis besteht neben der Kreisstadt aus 24 Dörfern (Köy) mit durchschnittlich 214 Bewohnern. Topluca (995), Dikkaya (958) und Çayırdüzü (748 Einw.) sind die größten Dörfer, weitere vier Dörfer haben mehr Einwohner als der Durchschnitt (214). Die Bevölkerungsdichte ist die zweitniedrigste aller Kreise der Provinz (7,7) und erreicht nicht einmal ein Zehntel des Provinzwertes (von 89,8 Einw. je km²).
Eine bekanntere touristische Örtlichkeit im Landkreis ist die Yayla-Siedlung Ayder mit ihrer Thermalquelle.

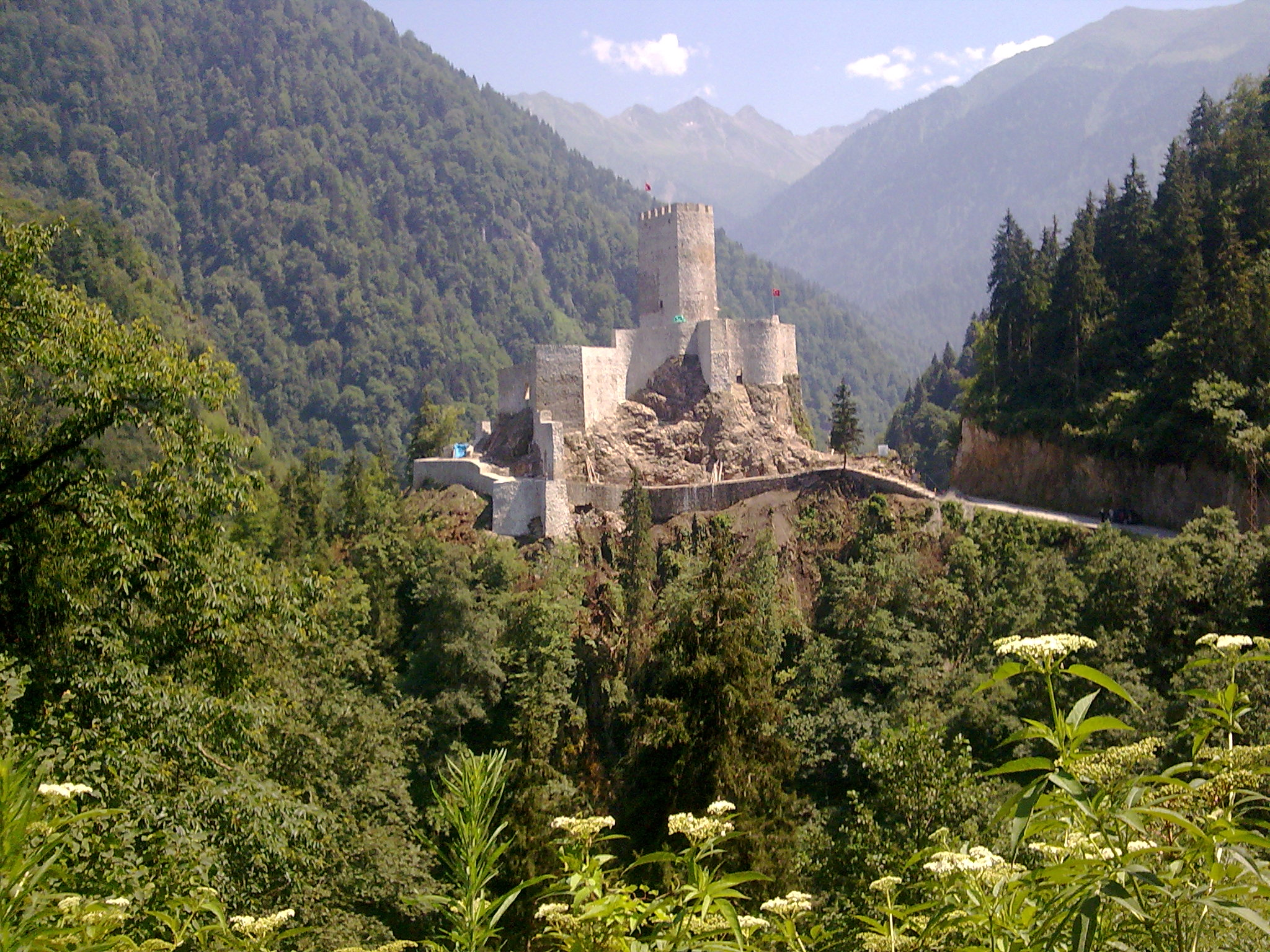
Zilkale